# Calathea rufibarba
Calathea rufibarba är en strimbladsväxtart som beskrevs av Edward Fenzl. Calathea rufibarba ingår i släktet Calathea och familjen strimbladsväxter. Inga underarter finns listade.

## Bildgalleri

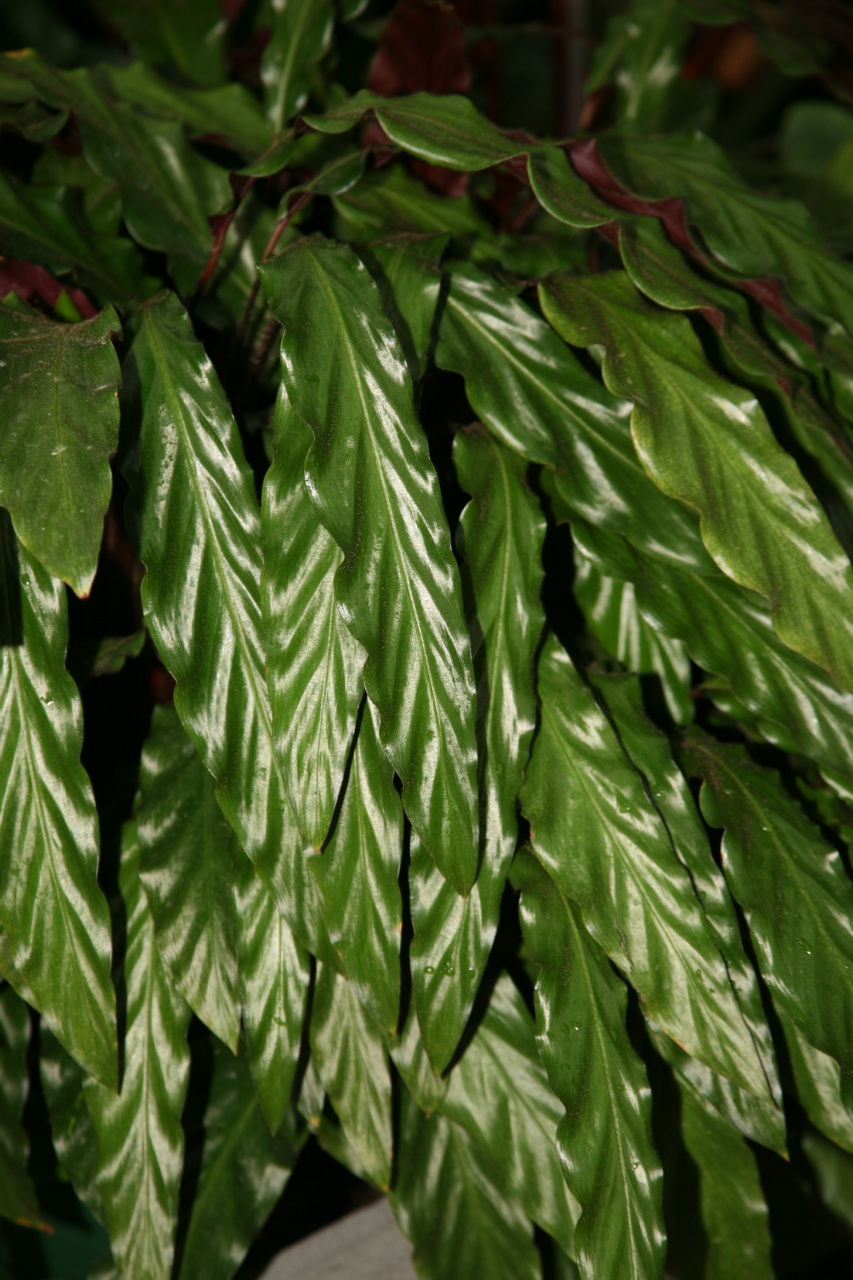
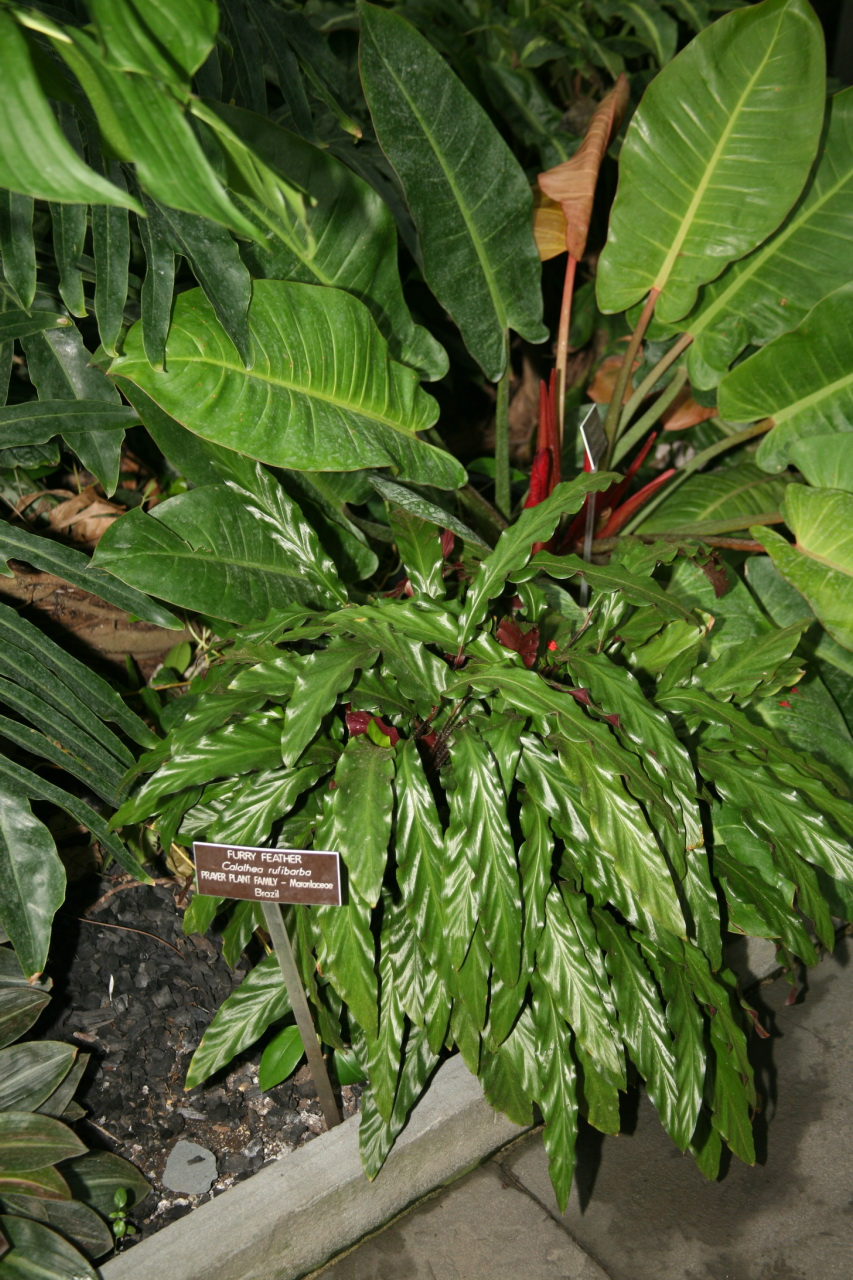
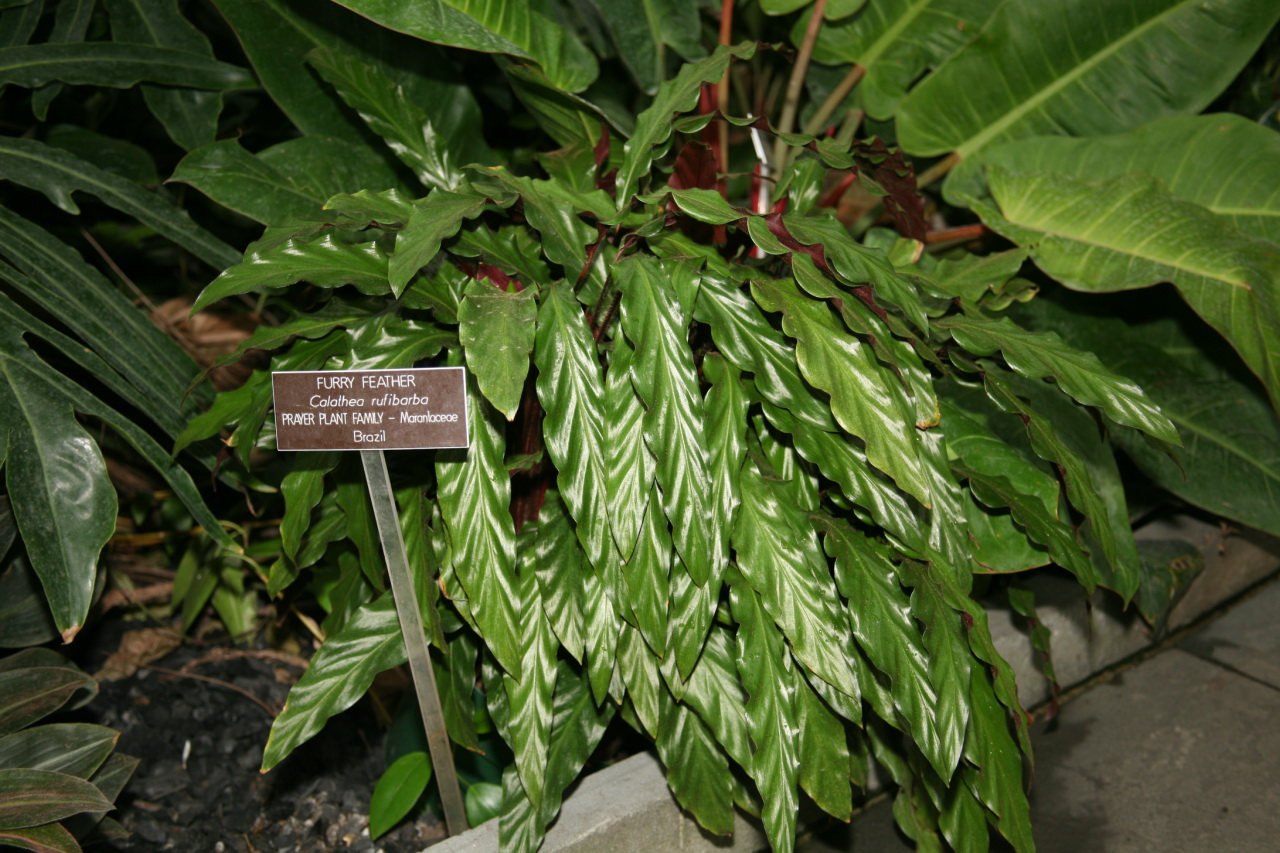
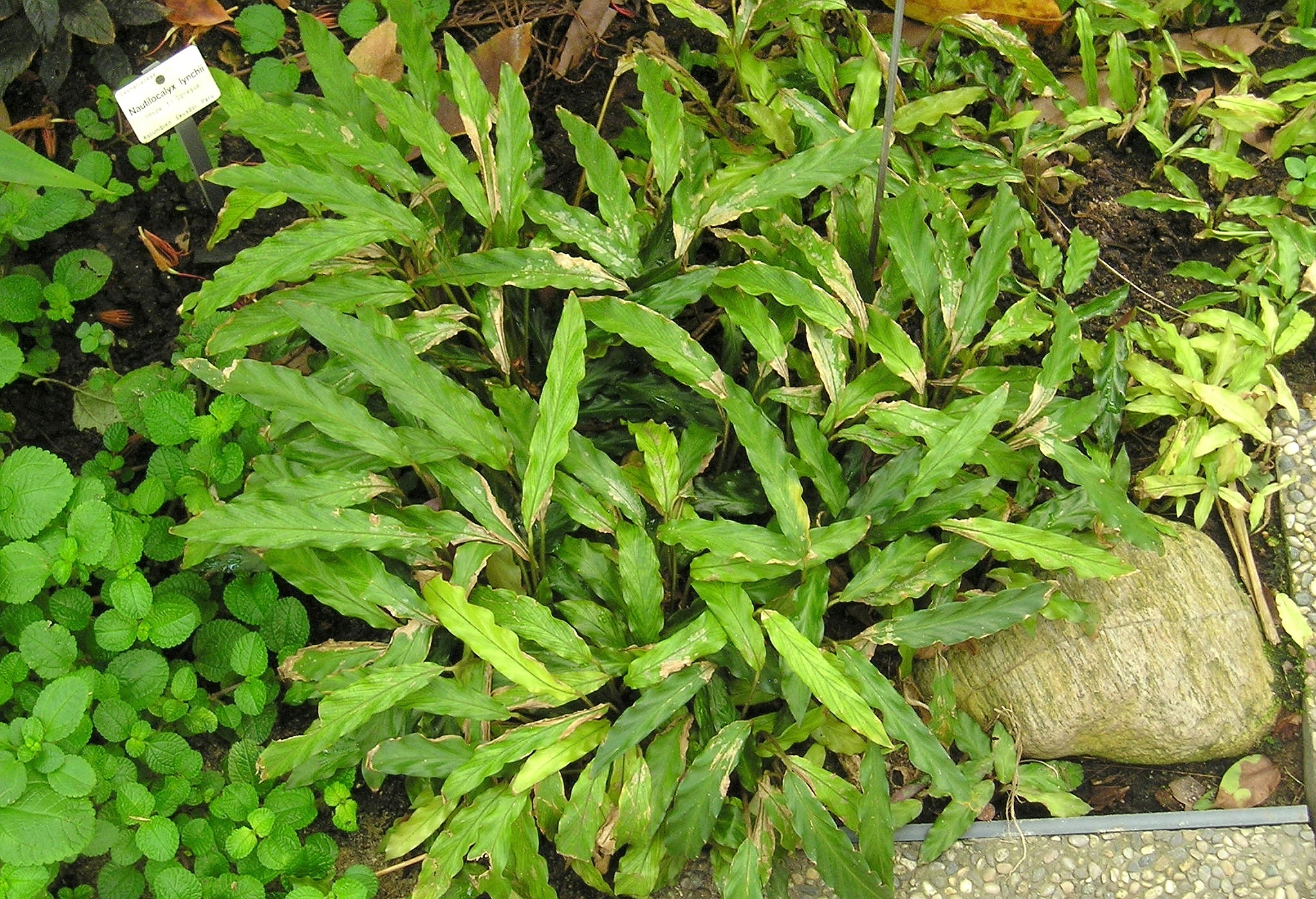